# Bože Radoš
Bože Radoš (Crvenice, 5. rujna 1964.) prelat je Katoličke Crkve i treći biskup varaždinski.

## Životopis
Rođen u Bosni i Hercegovini. Njegova se obitelj preselila u Kuševac kod Đakova.
U Zagrebu je pohađao sjemenišnu klasičnu gimnaziju. Filozofsko-teološki studij je izvršio u Đakovu. Diplomirao je 1990. godine. 29. lipnja iste godine je zaređen za svećenika u Đakovačkoj i Srijemskoj biskupijij.
Obnašao je službu župnoga vikara u Donjem Gradu u Osijeku. Nakon toga 1991. godine je počeo studij u Rimu na Papinskom sveučilištu Gregoriani. 1994. godine magistrirao je na temu Motivacija za Bogu posvećeni život – Biblijski, teološki i psihološki aspekti. Potom je nastavio specijalizaciju, ali je 1997. godine bio imenovan duhovnikom u Bogoslovnom sjemeništu u Đakovu.
Uz taj posao je obnašao i službu asistenta za permanentni duhovni odgoj mladih svećenika, koordinatora za duhovnu formaciju svećenika. 2010. godine imenovan je kanonikom Kaptola sv. Petra u Đakovu. Bio je član Prezbiterskoga vijeća. Bio je duhovni asistent đakovačke sekcije Udruge hrvatskih katoličkih liječnika i član uredništva Vjesnika. Predavao je na Katoličkome bogoslovnom fakultetu u Đakovu.
Predvodio je brojne duhovne vježbe u Hrvatskoj, Bosni i Hercegovini, Makedoniji, Srbiji i Austriji, a u više navrata organizirao je hodočašća svećenika u Izrael, Italiju, Grčku, Francusku i Poljsku.
Godine 2016. imenovan je rektorom Papinskoga hrvatskog zavoda svetog Jeronima u Rimu. Objavio je u hrvatskim časopisima petnaestak radova o kršćanskoj duhovnosti.

## Biskupovanje
Na dužnost varaždinskog biskupa imenovao ga je papa Franjo nakon što je prihvatio odreknuće prethodnog biskupa mons. Josipa Mrzljaka. Dne 24. studenoga svečano je zaređen za biskupa.